# Península de Monterey

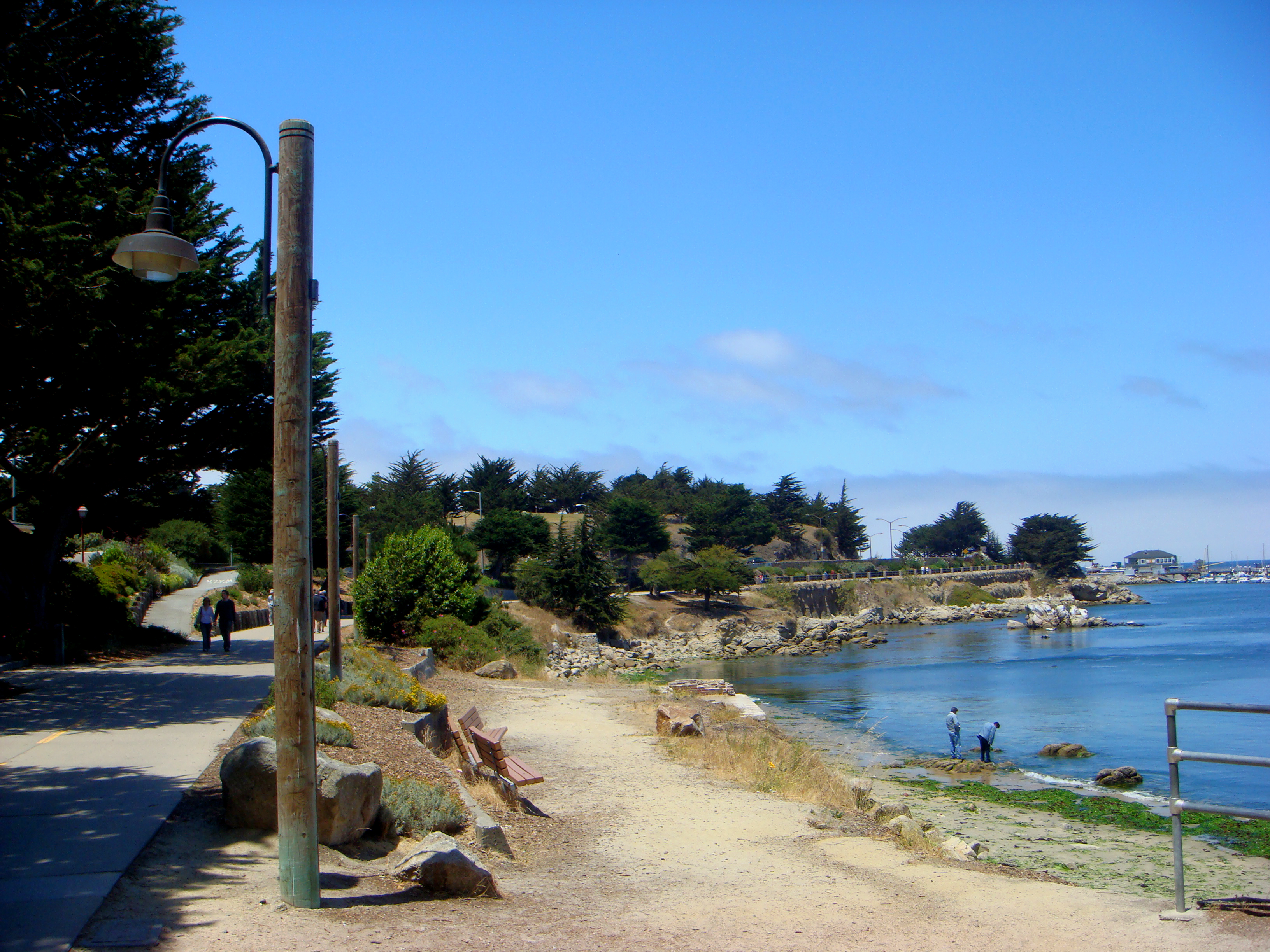
Passeio em Monterey, Califórnia

A Península de Monterey (em inglês:  Monterey Peninsula) é uma pequena península que fica na Califórnia Central e abrange as cidades de Monterey, Carmel-by-the-Sea, Pacific Grove, uma área do Condado de Monterey e a comunidade privada de Pebble Beach.
No censo de 2000, a Península (Monterey, Pacific Grove, Carmel e Pebble Beach) tinha 53 808 habitantes.